# Làng An Hả
Làng An Hả is een thị trấn in het district Côn Đảo, een van de districten van de Vietnamese provincie Bà Rịa-Vũng Tàu. Làng An Hả ligt op het eiland Côn Lôn, het grootste eiland van de archipel Côn Đảo. Làng An Hả ligt aan de oostkust van het eiland.